# Grenadine (couleur)
Pour les articles homonymes, voir Grenadine.

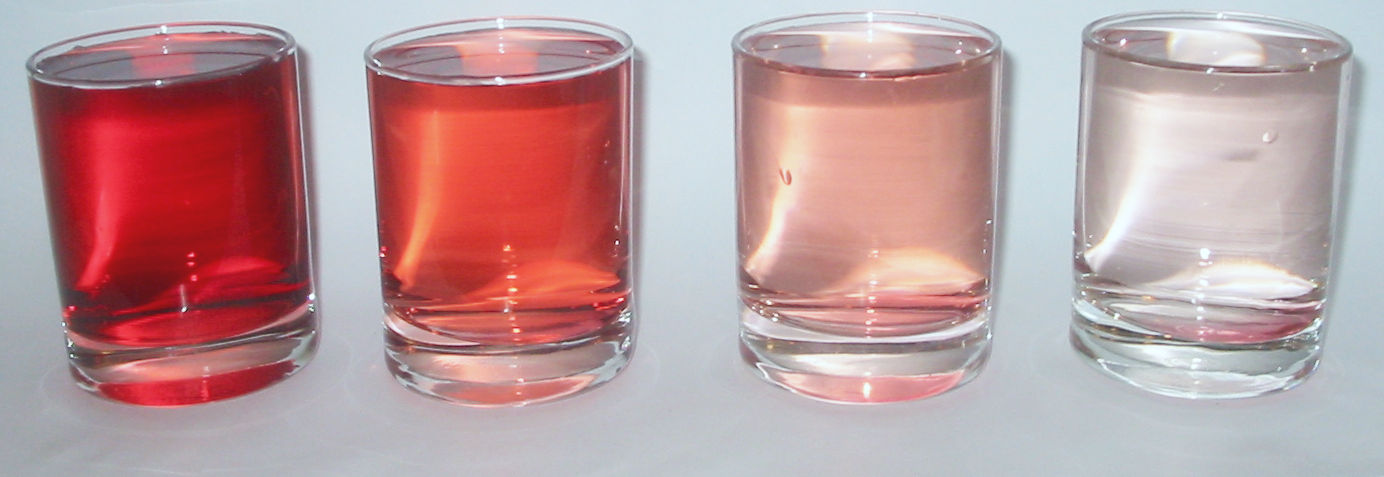
Sirop de grenadine, quatre dilutions.

Grenadine, Rouge grenadine, Rose grenadine est un nom de couleur en usage dans la mode pour désigner certaines nuances dans le champ chromatique du rouge, d'après la couleur du sirop de grenadine.
Dans les nuanciers courants, on trouve, en cosmétique, rouge grenadine ; en fil à broder 760 rose grenadine.

## Histoire
Le Répertoire de couleurs de la Société des chrysanthémistes donne quatre nuances de Rouge Grenadine, « couleur rappelant celle de la liqueur dite « Grenadine », abstraction faite de sa transparence et de ses reflets », indiquant comme synonyme français Rouge Grenade, et synonyme anglais « rosy scarlet » (écarlate rosé) ; les auteurs notent aussi que le Rouge Capucine no 71 du marchand de couleurs Lefranc a la même couleur que le Jaune grenadine (RC, p. 57), tout comme le Jaune du Japon du marchand de couleurs Bourgeois (RC, p. 52).
Bien que le jus de grenade soit par lui-même coloré, la grenadine peut contenir en plus un colorant alimentaire, qui peut être de l'acide carminique ; par ailleurs, le Règlement du 28 juillet 1908 sur les sirops n'en impose pas la présence dans le sirop de grenadine, et dans ce cas fréquent, la couleur de celui-ci est une création entièrement artificielle, dont la continuité n'est en rien garantie.

## Usage littéraire
Satin grenadine est un roman de Marie Desplechin.